# Hesperoconopa pugilis
Hesperoconopa pugilis är en tvåvingeart som först beskrevs av Alexander 1952.  Hesperoconopa pugilis ingår i släktet Hesperoconopa och familjen småharkrankar. Inga underarter finns listade i Catalogue of Life.